# Telecorporación Salvadoreña
Telecorporación Salvadoreña est une entreprise de télévision salvadorienne.
Cette société de télévision est membre de l'Organisation des télécommunications ibéro-américaines (OTI).

## Chaîne
| Chaîne       | Fréquence        | Spécialité     | Sigles |
| ------------ | ---------------- | -------------- | ------ |
| Canal 2      | 2, 82-88         | Films          | YSWA   |
| Canal 4      | VHF 4            | Sportif        | YSU 4  |
| Canal 6      | VHF 54-60 MHz, 6 | Famille        | YSTV   |
| VTV Canal 35 | 35 - 5           | Divertissement | YSUT   |